# Nasser Moghadam
Nasser Moghadam (persiska: ناصر مقدم), född 1921 i Teheran, Persien, död (avrättad) 11 april 1979 i Teheran, var en iransk generallöjtnant och den fjärde och sista chefen för Irans säkerhetstjänst SAVAK under Mohammad Reza Pahlavis styre. 

## Roll i den iranska revolutionen
Nasser Moghadam tjänstgjorde mellan den 6 juni 1978 och den 12 februari 1979 som chef för Irans säkerhetstjänst SAVAK. Han hade goda kontakter med oppositionen och hos det shiitiska prästerskapet. Han efterträdde general Nematollah Nassiri som arresterades på order av Mohammad Reza Pahlavi i ett försök att blidka den islamistiska och vänsterradikala oppositionen. 
Moghadams huvudsakliga uppdrag var att upprätthålla ordning och säkerhet i landet och att försvara landets civila regering. Men från och med den 27 januari 1979 tillmötesgick han i stället revolutionärernas krav och träffade Mehdi Bazargan och Ezzatollah Sahabi under påtryckningar från general Robert E. Huyser, biträdande överbefälhavare för USA:s styrkor i Europa. Bazargan och Sahabi var medlemmar i Ayatollah Khomeinis revolutionära råd och på så sätt medverkade Moghadam till monarkins kollaps och banade vägen för islamisternas seger. Den 1 februari närvarade Moghadam på Mehrabads flygplats och tog emot Khomeini som återvände från exil. Den 11 februari drog Moghadam tillsammans med tjugotvå andra högre militärledare, formellt tillbaka sitt stöd för Bakhtiar, vilket resulterade i monarkins kollaps och revolutionens seger.
Redan i december 1979 hävdade shahen att mötet mellan Huyser, Moghadam, Bazargan och Sahabi var organiserat av general Abbas Gharabaghi och utpekade Moghadam och Gharabaghi tillsammans med general Hosein Fardust som landsförrädare.

## Avrättning
Efter att Moghadam avgått och revolutionen segrat den 12 februari 1979 tog Mehdi Bazargans ombud kontakt med Moghadam och erbjöd honom att medverka i bildandet av en ny säkerhetstjänst, där han skulle inneha en ledande befattning, ett förslag som Moghadam accepterade. Efter att Nassiri avrättats den 15 februari gick Moghadam dock under jorden av rädsla för att arresteras. Han ämnade att lämna landet men greps och fördes till revolutionsdomstolen i Teheran. Under tiden i fängelset hoppades han på att bli frisläppt med stöd från Mehdi Bazargan. Moghadam avrättades den 11 april genom arkebusering på order av Ayatolla Sadeq Khalkhali, chef för den islamiska revolutionsdomstolen.